# Vittring (musikalbum)
Vittring är ett studioalbum från 1978 av Magnus Uggla. Det släpptes i september 1978, och det engelska punkbandet Stadium Dogs och saxofonisten Reg Ward medverkar på albumet.

## Låtlista
Låtar där inget annat anges är skrivna av Magnus Uggla.
Sida 1:
1. "Drömmen som gick i kras" (1.43)
2. "Jag vill inte gå hit" (3.24)
3. "Asfaltbarn" (2.32)
4. "Hjärtekrossare" (2.53)
5. "Stjärn…r" (Mick Jagger, Keith Richards, Magnus Uggla) (2.23)
6. "Faderskapet" (3.08)

Sida 2:
1. "Nugen" (2.45)
2. "Vittring" (3.05)
3. "Å, han kysste mej" (Phil Spector, Ellie Greenwich, Jeff Barry, Magnus Uggla) (2.15)
4. "Gud, jag ska bli bra" (3.58)
5. "Lena" (Tengen, Magnus Uggla) (4.33)

## Listplaceringar
| Lista (1978) | Position                    |
| ------------ | --------------------------- |
| Sverige      | Sverige (Sverigetopplistan) |